# Thiacidas hastifera
Pteronycta hastifera là một loài bướm đêm trong họ Noctuidae.